# Lauren Scruggs
Lauren Scruggs (født 2003) er en amerikansk fægter, som specialiserede sig i fleuret.
Hun repræsenterede USA under sommer-OL 2024 i Paris, hvor hun vandt guld i holdkonkurrencen og sølv i den individuelle konkurrence.